# Pachyrhizus tuberosus
Pachyrhizus tuberosus är en ärtväxtart som först beskrevs av Jean-Baptiste de Lamarck, och fick sitt nu gällande namn av Spreng.. Pachyrhizus tuberosus ingår i släktet Pachyrhizus och familjen ärtväxter. Inga underarter finns listade i Catalogue of Life.